# Nico Verhoeven
Pour les articles homonymes, voir Verhoeven.
Nico Verhoeven, né le 2 octobre 1961 à Berkel-Enschot, est un coureur cycliste et directeur sportif néerlandais. Il devient professionnel en 1985 et le reste jusqu'en 1995. Il remporte notamment la première étape du Tour de France 1987 à Berlin. En 1998, il est devenu directeur sportif de l'équipe Rabobank. Il exerce cette fonction de 2002 à 2009 dans l'équipe réserve de la Rabobank, nommée Rabobank Continental depuis 2005. Il est jusqu'en 2019 directeur sportif de l'équipe Jumbo.

## Palmarès

### Palmarès amateur
- 1979
  - 8e du championnat du monde de cyclo-cross juniors
- 1980
  - 3e du championnat des Pays-Bas de cyclo-cross juniors
- 1982
  - 2e du Grand Prix François-Faber
  - 3e de l'Omloop van de Braakman
- 1983
  - 8e étape du Tour de Basse-Saxe
  - Circuit de Flandre zélandaise
- 1984
  -  Champion des Pays-Bas sur route amateurs
  - Grand Prix de Waregem
  - 8e et 10e étapes de la Commonwealth Bank Classic
  - 3e du Hel van het Mergelland

### Palmarès professionnel
- 1985
  - Six Jours du Rhin et de la Gouwe :
    - Classement général
    - Prologue et 5e étape

  - 2e du Tour de Zélande centrale
  - 6e de l'Amtel Gold Race
  - 7e du Rund um den Henninger Turm
- 1986
  - 3e étape du Tour de Belgique
  - 10e étape de Griffin 1000 West
  - 2e du championnat des Pays-Bas sur route
  - 2e de Griffin 1000 West
  - 3e du Tour de Belgique
  - 10e de Paris-Roubaix
- 1987
  - 1re étape du Tour de France
  - Grand Prix de la ville de Zottegem
  - 5e de Paris-Bruxelles
  - 8e de Paris-Roubaix
  - 8e de l'Amstel Gold Race
- 1988
  - 2e du Tour de la Haute-Sambre
  - 3e d'À travers la Belgique
- 1989
  - 4e de l'Amstel Gold Race
- 1990
  - 1re et 2e étape du Tour du Mexique
  - 3e du Grand Prix d'Isbergues
- 1991
  - 2e du Trophée Luis Puig
  - 3e du Grand Prix de Fourmies
  - 3e de Paris-Tours
  - 7e de Paris-Roubaix
- 1992
  - 3e étape du Tour de Murcie
  - Circuit des Ardennes flamandes - Ichtegem
  - 2e du Grand Prix Frans Melckenbeeck
  - 7e de Milan-San Remo
  - 8e de Paris-Roubaix
- 1994
  - 4e étape de l'Étoile de Bessèges
  - 10e de Paris-Roubaix

## Résultats sur les grands tours

### Tour de France
3 participations
- 1987 : abandon, vainqueur de la 1re étape
- 1988 : 143e
- 1991 : non-partant (10e étape)

### Tour d'Italie
1 participation
- 1986 : 130e

### Tour d'Espagne
1 participation
- 1992 : 119e

## Distinctions
- Cycliste espoirs néerlandais de l'année : 1985